# Fimbristylis spicigera
Fimbristylis spicigera är en halvgräsart som beskrevs av Johannes Hendrikus Kern. Fimbristylis spicigera ingår i släktet Fimbristylis och familjen halvgräs. Inga underarter finns listade i Catalogue of Life.